# 菅原国隆
菅原 国隆（すがわら くにたか、1926年7月 - 1992年11月25日）は東京市出身の編集者。

## 経歴・人物
父・菅原裕は東京裁判で元陸軍大将荒木貞夫の弁護人を務めたこともある弁護士で、東京弁護士会会長。東京府立第一中学校を経て水戸高等学校（現・茨城大学）の理科を卒業。
実家が河盛好蔵の隣にあり、戦時中その河盛家に齋藤十一が留守を預かって住んでおり、齋藤も菅原も共にレコードマニアだったことから意気投合。敗戦後も大学に進もうとしない菅原を齋藤が「『新潮』に来ないか」と誘ったことから、1947年、新潮社に入社。坂口安吾、檀一雄、井伏鱒二、小林秀雄などの担当編集者となる。また、新人育成の面では石原慎太郎や江藤淳、大江健三郎を育てた。特に三浦哲郎や阿部昭、田久保英夫は「菅原厩舎」と呼ばれ、菅原という「気鋭の調教師のもとに集う一群の若駒」と目されていたという（三浦哲郎『母の微笑』）。『週刊新潮』創刊後は同誌の編集にほとんどの時間を取られてしまった野平健一や齋藤十一に代わって『新潮』の実質的編集長となり、太田治子に『手記』（1965年4月号）を書かせ、立原正秋に『剣ヶ崎』（1965年4月号）を書かせた。三島由紀夫が『週刊新潮』に『獣の戯れ』連載にあたり、取材協力で西伊豆の安良里港に案内している。
一方、SFに対しては蔑視的な態度をとり、『小説現代』に初めて小説を書いた頃の筒井康隆に「筒井さん、SFやめなさい。文学を書きなさい」と発言し、筒井を呆然とさせたこともある。そのとき同席していた星新一は菅原に「安部公房はSFじゃないか」と問い返したが、菅原は「あの人は…」と一瞬口ごもった後、開き直るように「安部さんは安部さんで、それでいいんですよ」と言った、という。
川上宗薫がモデル小説『作家の喧嘩』を『新潮』1961年6月号に発表して旧友の水上勉を怒らせた事件では、川上に対して水上への詫状を書くよう要求。川上が詫状の原稿を新潮社に持参すると、菅原は会議室でそれに目を通し「ちっとも謝っていないじゃないか」と不機嫌になり、高圧的に書き直しを命じた（『新潮』1961年7月号掲載『水上勉への詫状』）。このとき、川上の横に座っていた佐藤愛子は菅原の傲慢さに憤激し、体の震えが止まらなかったという。
1967年の途中から『週刊新潮』編集部に異動。没後に新潮社・岡部泉が「あの人は斎藤重役の腰巾着だった。ご機嫌取りで出世した人で、編集者としてそれほど優秀だったとは思わない」と批判したことを大森光章が伝えている。
その後は激務で心筋梗塞で倒れ、糖尿病も悪化し手足の一部を切断し車椅子生活となり、視力も衰えて1992年11月25日になくなった。奇しくも三島由紀夫と命日が同じとなった。
妻の叔父の菅野圭介は画家。

## 略歴
- 1947年、新潮社入社。
- 『新潮』編集部次長を経て、1967年、『週刊新潮』副部長。
- 1978年から出版部副部長。
- 校閲部長、メディア室長を歴任。
- 1985年、役員待遇。のち顧問。